# 足利義長
足利 義長（あしかが よしなが）は、平安時代後期の武将。足利氏初代・足利義康の子。上西門院蔵人。
父・義康から継承した下野国足利荘に拠った異母弟・義兼とは異なり、義長は同母兄の義清と共に京において活動、上西門院に仕えた。
その後、義清と共に源義仲の麾下に参加。寿永2年（1183年）の備中国水島の戦いにおいて義仲軍の総大将を務める義清に従い、伊勢平氏と対峙する。しかし船戦を得意とする平家方の前に義仲軍は大敗を喫す。義長は、兄・義清らと共に討死した。